# Élection présidentielle russe de 2004
L'élection présidentielle russe de 2004 a lieu le 14 mars 2004.
Elle voit la réélection du président sortant, Vladimir Poutine.

## Système électoral
En vertu de la Constitution de 1993, le président de la fédération de Russie est élu pour quatre ans, « au suffrage universel, égal et direct, à bulletins secrets ». La loi fédérale précise qu'il est désigné au scrutin uninominal majoritaire à deux tours, qu'il existe un vote « aucun d'entre eux » et que les bulletins blancs ou nuls sont comptabilisés dans les suffrages exprimés.
Les dispositions constitutionnelles prévoient en outre que les candidats doivent être des citoyens russes âgés d'au moins 35 ans et résidant de façon permanente en Russie depuis au moins dix ans. Par ailleurs, une même personne ne peut exercer la fonction de président de la fédération de Russie plus de deux mandats consécutifs.

## Candidats
Pour cette élection, six candidats sont en lice :
- Sergueï Mironov, président du parti Parti russe de la Vie ;
- Vladimir Poutine, président de la fédération de Russie sortant soutenu par le parti Russie unie ;
- Irina Khakamada, indépendante ;
- Nikolaï Kharitonov, du Parti communiste de la fédération de Russie ;
- Sergueï Glaziev (en), Rodina ;
- Oleg Malychkine, Parti libéral-démocrate de Russie.

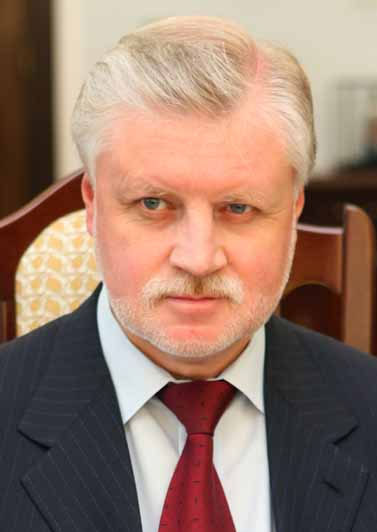
Sergueï Mironov Parti russe de la Vie
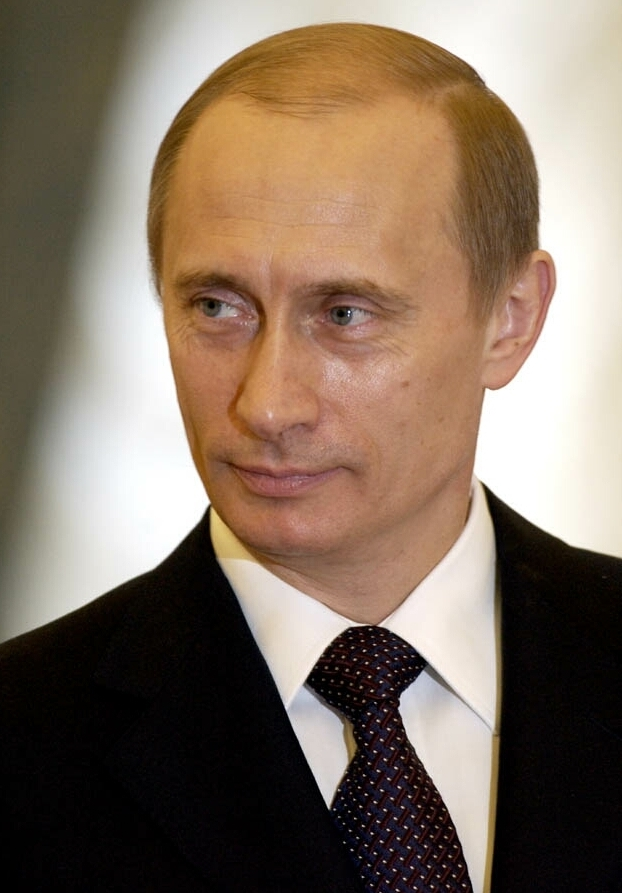
Vladimir Poutine Russie unie
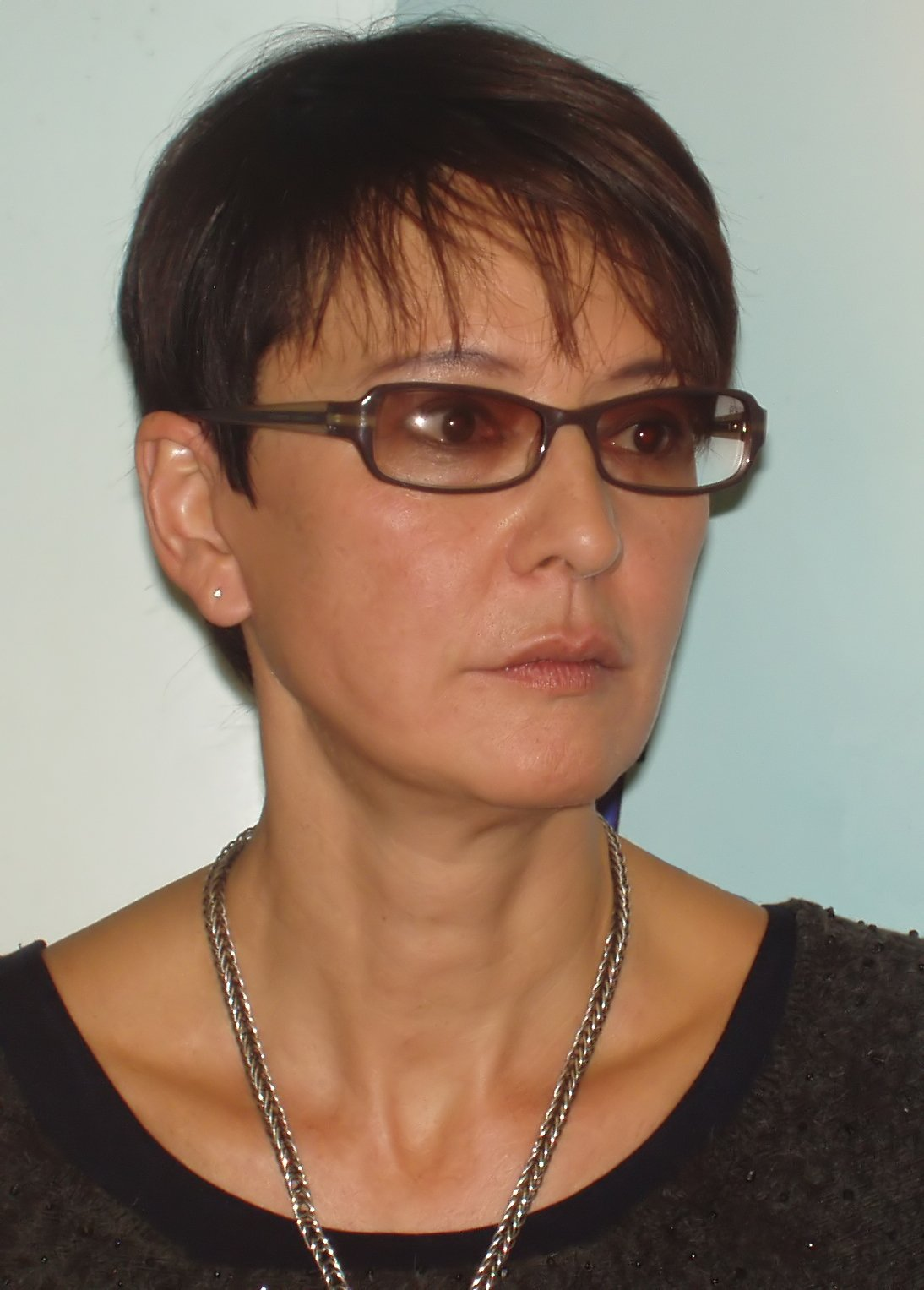
Irina Khakamada Indépendante
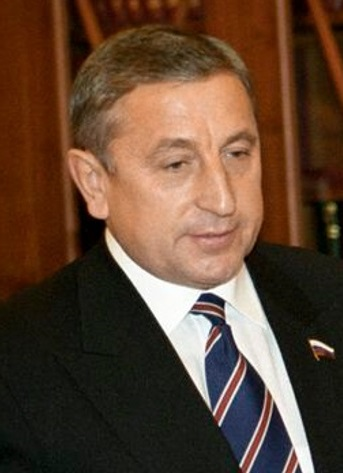
Nikolaï Kharitonov Parti communiste de la fédération de Russie
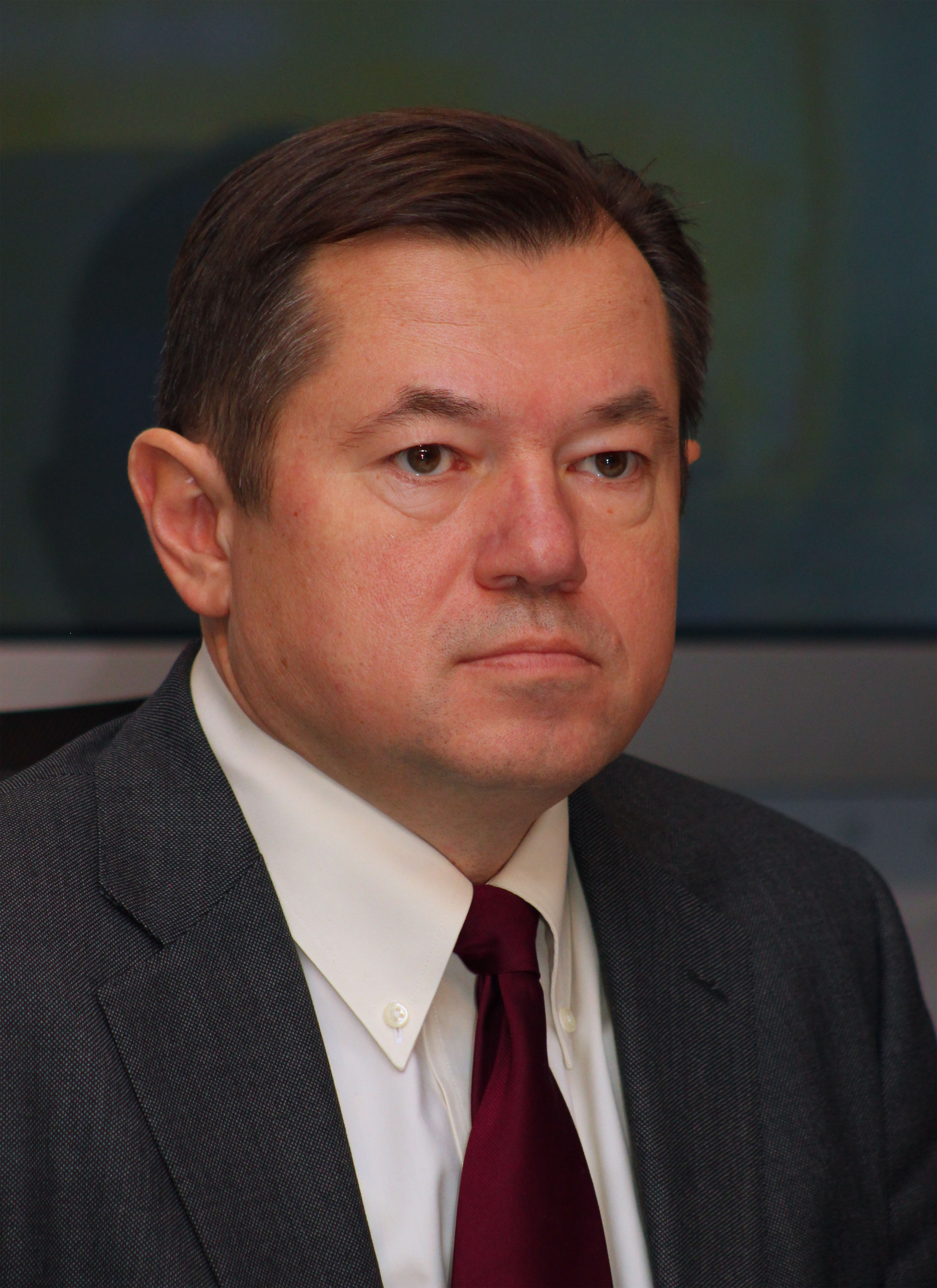
Sergueï Glaziev Rodina
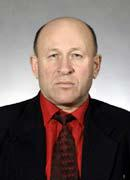
Oleg Malychkine Parti libéral-démocrate de Russie

## Résultats
| Candidat                 | Candidat                 | Parti                                       | Voix        | %     |
| ------------------------ | ------------------------ | ------------------------------------------- | ----------- | ----- |
|                          | Vladimir Poutine         | Russie Unie                                 | 49 563 020  | 71,91 |
|                          | Nikolaï Kharitonov       | Parti communiste de la fédération de Russie | 9 514 224   | 13,80 |
|                          | Sergueï Glaziev          | Rodina                                      | 2 850 330   | 4,14  |
|                          | Irina Khakamada          | Indépendante                                | 2 671 519   | 3,88  |
|                          | Oleg Malychkine          | Parti libéral-démocrate de Russie           | 1 405 396   | 2,04  |
|                          | Sergueï Mironov          | Parti russe de la vie                       | 524 392     | 0,76  |
|                          | Aucun d'entre eux        | Aucun d'entre eux                           | 2 396 550   | 3,48  |
|                          |                          |                                             |             |       |
| Votes valides            | Votes valides            | Votes valides                               | 68 925 431  | 99;17 |
| Votes blancs et nuls     | Votes blancs et nuls     | Votes blancs et nuls                        | 578 847     | 0,83  |
| Total                    | Total                    | Total                                       | 69 504 278  | 100   |
| Abstention               | Abstention               | Abstention                                  | 38 560 003  | 35,68 |
| Inscrits / participation | Inscrits / participation | Inscrits / participation                    | 108 064 281 | 64,32 |